# 독일 요리

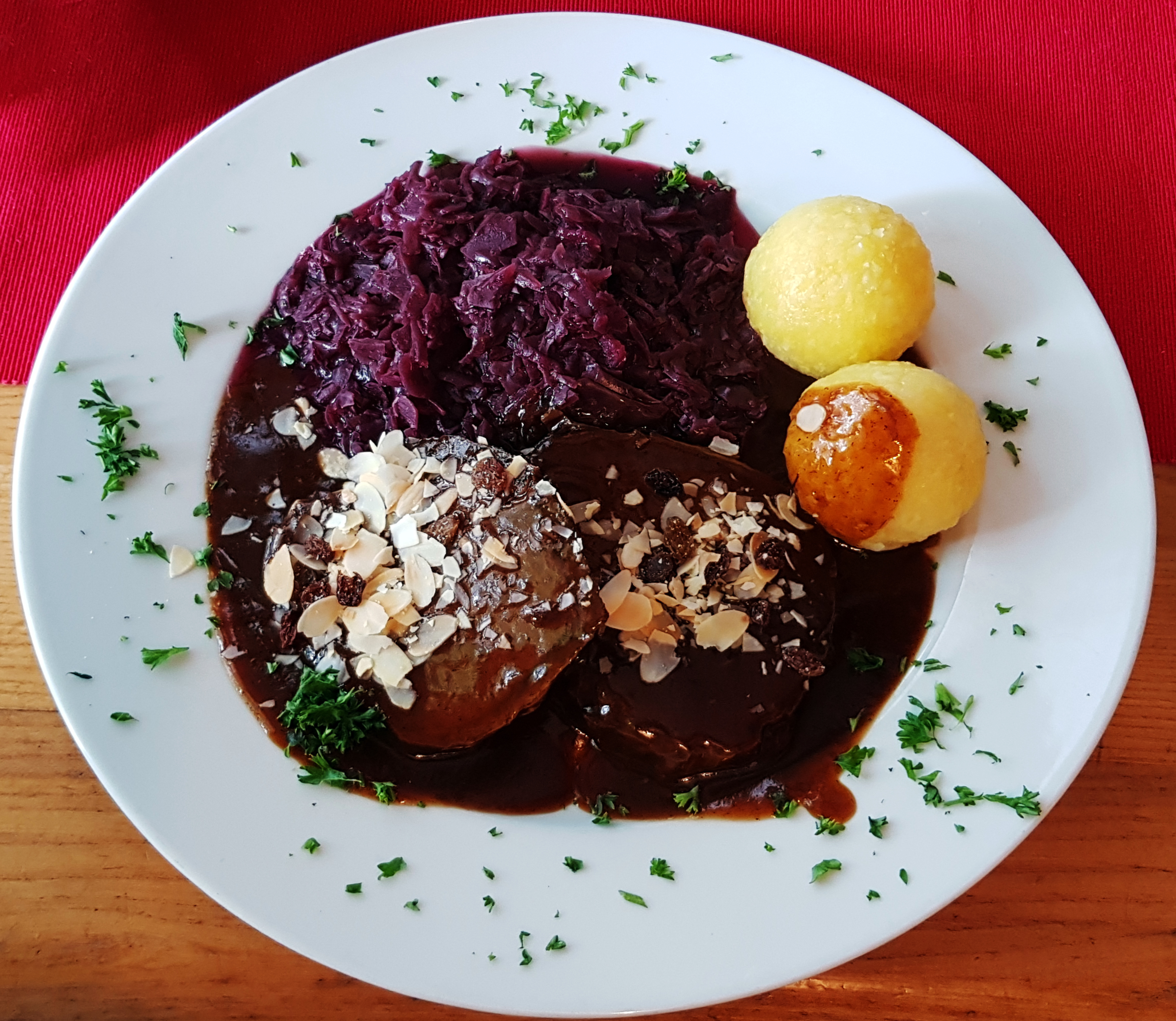
자우어브라텐

독일 요리(獨逸料理, 독일어: deutsche Küche 도이체 퀴헤[*])는 중앙유럽에 있는 독일의 요리이다. 남쪽 지방의 경우에는 스위스, 오스트리아의 요리 방식과 유사한 형식을 취한다.

## 재료

### 육류

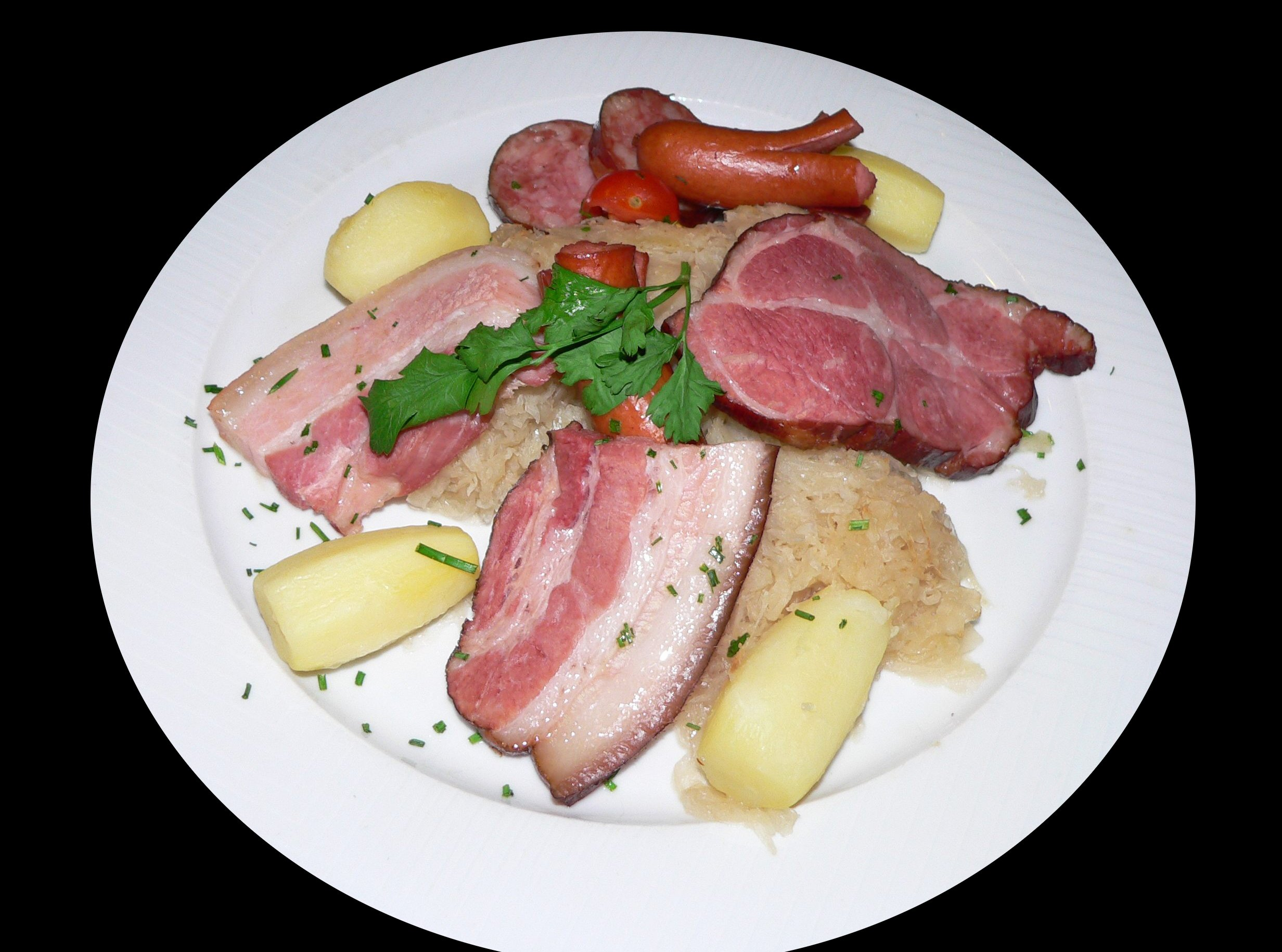
소시지 요리

독일에는 수많은 돼지고기 요리가 있다. 돼지고기 다음으로는 닭고기가 가장 많이 소비된다. 오리, 칠면조, 거위 등도 많이 찾는 편이다. 가금류 고기는 전역에서 찾아보기 가장 쉬운 반면, 양고기, 염소고기, 소고기 등은 그다지 인기가 없다. 대개 육류는 냄비에 끓여서 조리한다. 물론 팬에 구워 먹는 경우도 흔하지만 최근 이런 류의 육류 제품은 거의 프랑스에서 수입된다. 주로 소시지 형태로 고기를 많이 먹기 때문에 독일에만 1500여 가지에 이르는 소시지 종류가 있다.

### 생선
바닷물 어류에서는 명태를 가장 많이 먹으며, 잉어나 농어도 자주 등장한다. 해산물은 원래 북부 지방에서만 먹을 수 있었던 별식이었지만 최근에는 독일 전역에서 먹을 수 있으며 참치나 청어, 연어 요리가 인기 있다. 산업혁명 전에는 연어가 라인강과 엘베강 등지에 흔했지만 산업 발달이 급속하게 이뤄지면서 한동안 연어를 바로 잡아 먹기 힘들었다. 하지만 강력한 환경 정책과 더불어 100년 전에 비해서 수질이 많이 개선된 편이다. 최근에는 독일 내륙 강가에서 어종의 분포가 많이 늘었다.

### 채소
스튜나 채소 수프에 채소를 넣어 먹지만, 채소를 곁들여 먹는 것도 흔하다. 당근이나 컬리플라워, 시금치 완두,를 비롯해 양배추, 순무도 많이 먹는다. 양파와 감자를 같이 구워서 육류 메인 요리에 곁들여 먹는 브라트카토펠은 독일 전역에서 찾아볼 수 있을 것이다. 하지만 감자는 독일인들이 생각하기에 많이 먹는 요리여서인지 채소로 따로 취급하지는 않는다. 특별히 스파겔로 불리는 흰 아스파라거스를 재료로 해서 먹기도 한다.

## 부요리

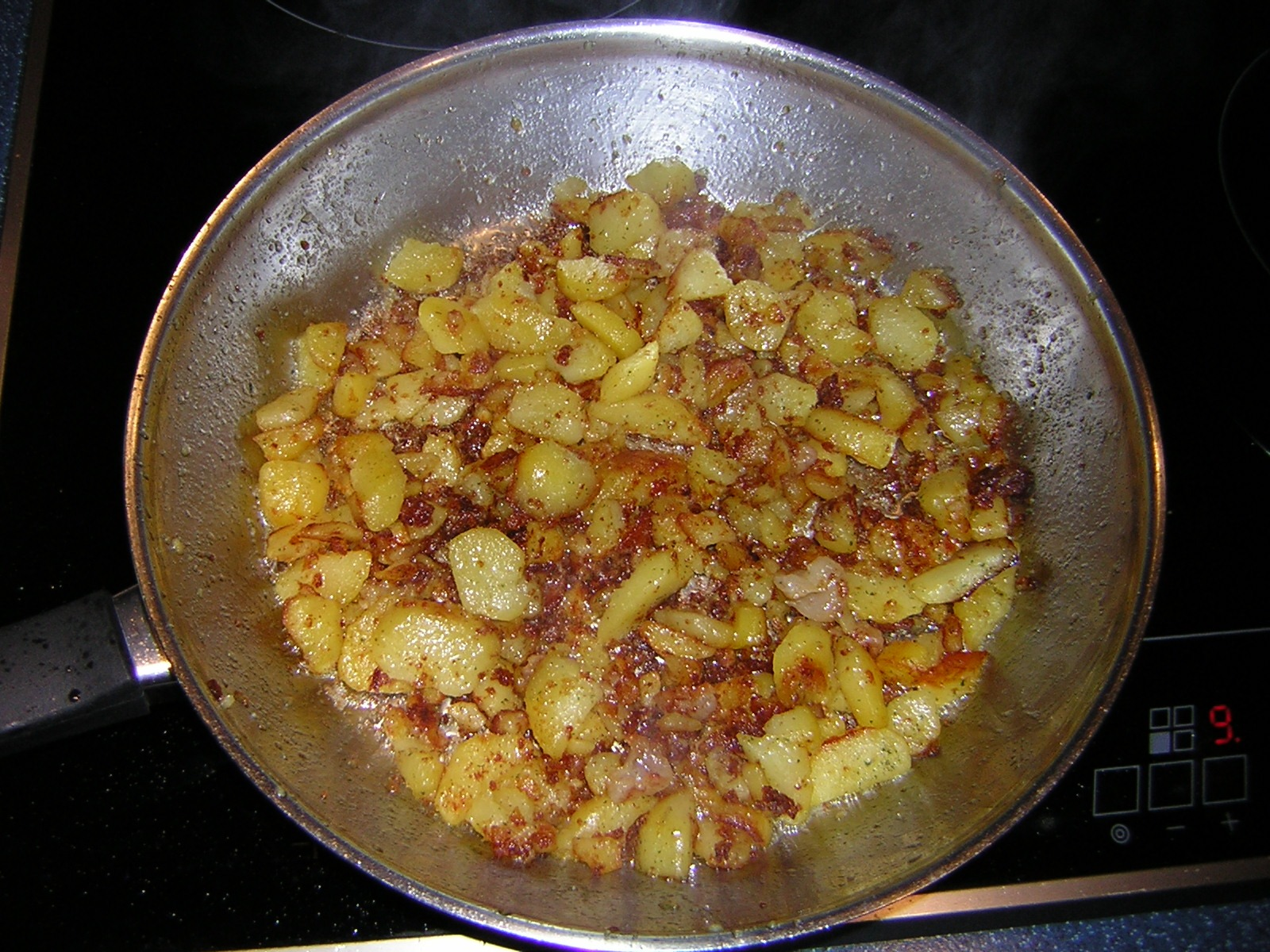
감자 요리

주요리와 곁들여 먹는 요리로는 국수 종류가 있는데 이탈리아의 파스타보다는 많이 두꺼운 편이며, 노른자를 곁들인다. 독일 남서부 지방에서는 노른자를 많이 함유한 슈페츨레(Spätzle)를 먹기도 한다. 이외에도 감자나 독일식 과일 푸딩도 많이 곁들여 먹었다. 최근에는 감자 대신에 쌀 요리를 즐기기도 한다. 하지만 어찌 되었든 감자가 가장 전통적인 요리 재료이며, 대개는 으깨서 감자를 볶아 먹거나 구워먹는다. 최근에는 프랑스식 또는 벨기에식 감자 튀김(폼메스 프리테스, Pommes Frites)이 아주 흔해졌다.

## 음료

### 알코올 음료

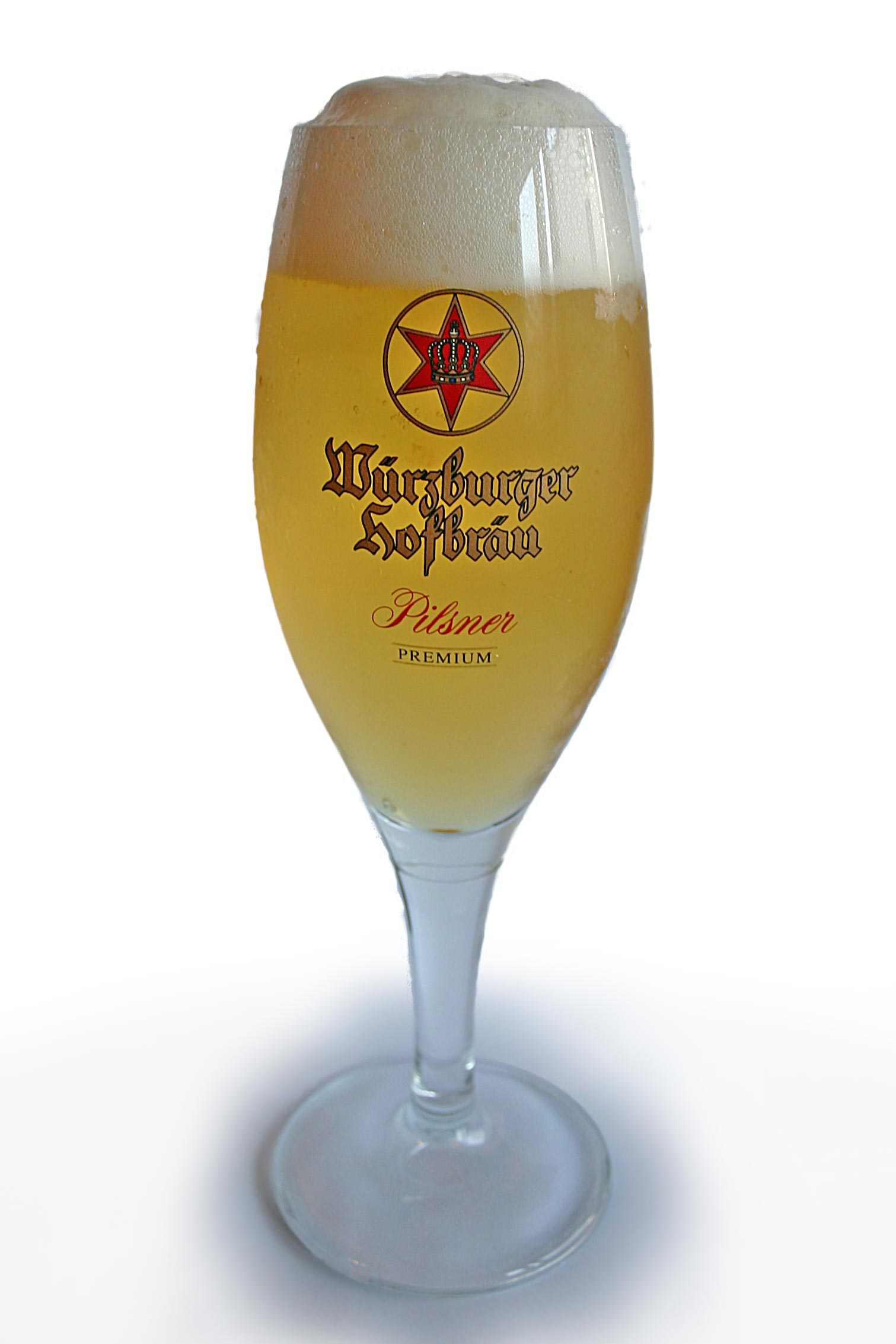
필스 맥주

맥주는 많은 사람들이 알다시피 전국적으로 가장 사랑받는 독일인들의 음료인데 지역마다 지방 특유의 맥주가 많이 있다. 오늘날 필스 맥주가 가장 흔하며 남쪽에서는 밀 맥주를 많이 마신다. 쾰른 지방에서는 필스 맥주보다 독일 전통 방식을 취하고 있는 라거의 특성을 가진 에일로 유명한 쾰시(Kölsch) 맥주가 있다. 지역마다 아주 다양한 특징이 있는데 1990년에 통일이 되면서 동독에서만 찾아볼 수 있었던 흑맥주인 슈바르츠비어(Schwarzbier)가 독일 전체적으로 인기를 얻게 되었다.

## 향신료

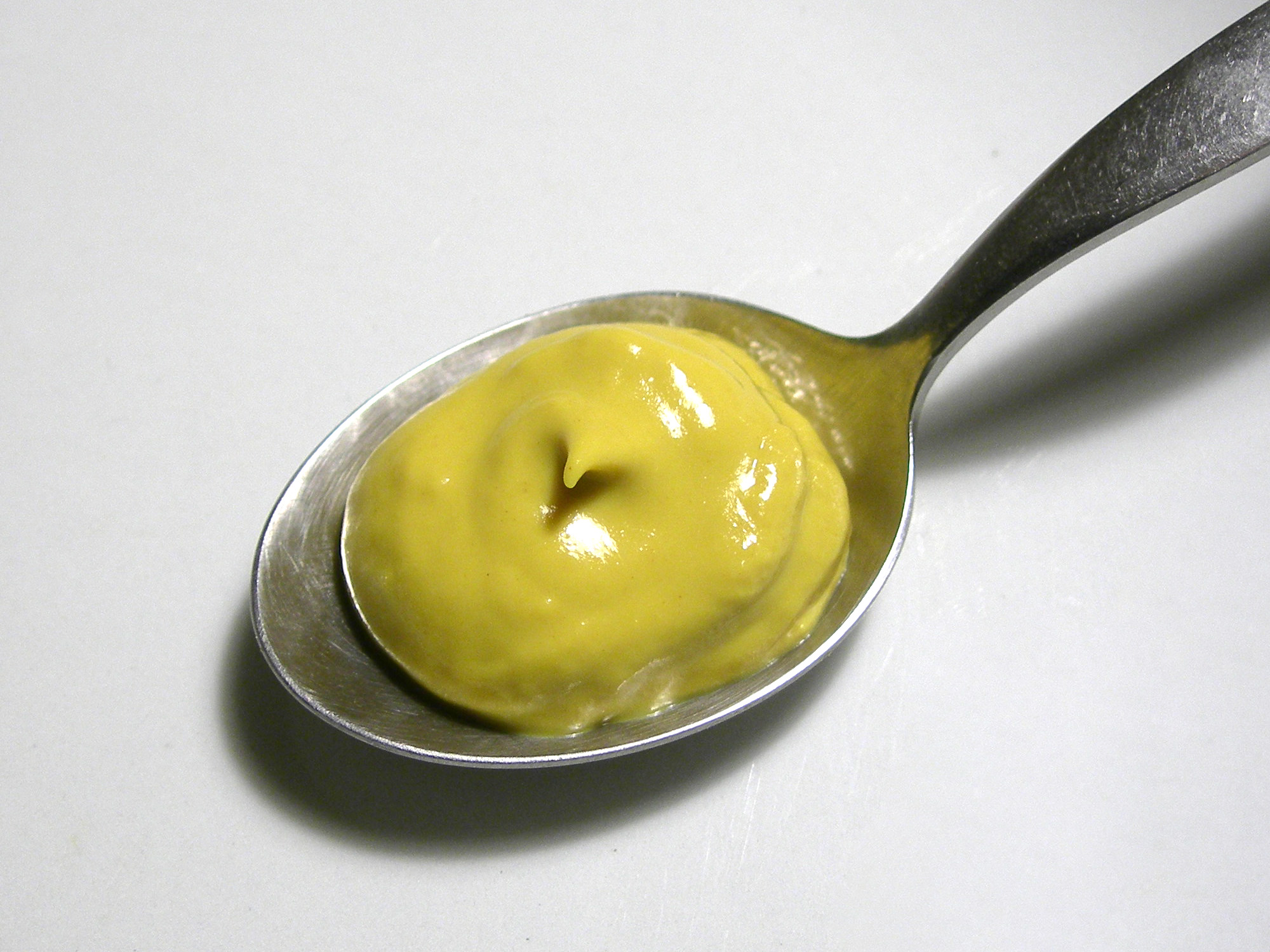
겨자

머스터드를 소시지에 함께 먹는 것이 가장 흔하다. Mittelscharf라고 하는 소스가 가장 흔한 것인데 영국식과 프랑스식의 중간쯤 된다. 남쪽 지방에서는 다소 단맛을 띠는 머스터드를 만들어 먹기도 한다. 겨자무를 소스 재료로 많이 쓰기도 하고, Sahnemeerettich라고 하는 크림을 페이스트에 발라서 먹기도 한다. 이 크림이 어떤 지방에서는 머스터드를 대신하기도 한다. 원래의 전통 독일 요리에서는 마늘이 거의 쓰이지 않았지만 최근에는 다른 유럽 국가들의 영향으로 마늘의 소비가 크게 늘어나고 있는 추세다. 곰마늘(Bear garlic)을 넣는 오랜 방식을 최근에는 다시 쓰고 있기도 하다. 머스터드를 제외하고서 독일 요리는 맵거나 톡 쏘는 맛이 거의 없다. 파슬리, 타임, 차이브 따위가 예부터 많이 쓰여왔지만 후추나 캐러웨이를 가장 많이 쓴다. 성탄절이 가까워 오면 달콤한 슈톨렌(Stollen)이라고 불리는 케이크와 글뤼바인(Glühwein)이라는 따뜻한 와인을 곁들여 먹는데 케이크에는 아니스나 계피를 곁들이기도 한다.

## 후식
케이크, 타르트, 페이스트리를 가장 많이 즐기는데, 대개는 과일을 곁들인다. 사과나 딸기, 체리를 많이 쓴다. 치즈 케이크도 아주 흔해서 독일산 치즈인 크바르크를 이용해서 많이 만든다. 가운데에 구멍이 없는 독일식 도넛은 안에 잼이나 다른 재료를 채워서 먹는데 베를리너(Berliner)라고도 부르며, 빵을 튀겨서 먹는 방식이다. 달걀케이크(Eierkuchen)를 만들어서 나눠 먹기도 한다. 빨강의 과일 푸딩인 로테 그뤼체도 많이 먹는 요리인데 주소와 곁들여서 많이 먹는다. 예부터 바닐라 소스와 우유로 만들어 먹기도 했다고 한다.

## 식습관
아침밥은 대개 토스트를 한 빵에 잼을 발라 먹는다. 햄이나 고등어 따위의 통조림도 자주 먹으며, 치즈도 빠지지 않는다. 간 소시지도 아침 메뉴로 등장하고 콘푸레이크 같은 시리얼은 아주 흔하다. 아침밥에 마시는 음료는 커피나 우유, 코코아를 마신다. 전통적으로 독일의 정찬은 점심에 해당되어 저녁 식사는 아침과 유사하게 간단한 고기와 빵을 곁들여 항상 간소하게 먹었다. 하지만 지난 50년간 여타 유럽 국가들처럼 독일의 식사관도 많이 바뀌어 오늘날에는 많은 사람들이 일을 하는 점심을 간단하게 먹고, 가족 모두 저녁 식사를 길게 먹는다. 하지만 전통적인 방식대로 식사를 하는 사람도 적지 않다. 아침밥은 여전히 꼭 해야한다고 생각을 해서 차려 먹고, 주말에는 손님을 초대해서 먹기도 한다. 또한 바쁜 사람들의 경우 브런치를 먹기도 한다. 브런치의 경우 보통 아침밥과 유사하지만 작은 후식을 곁들여 따뜻한 수프를 마시기도 한다.

## 외국의 영향
제2차 세계 대전 이후에 단순노동자의 수요와 공급에서 불균형이 일어나자 외국계 노동자들을 고용하는데, 이러한 시대변화에 따라 많은 외국 음식이 독일 요리 문화에 유입되기 시작하였다. 이탈리아의 파스타와 피자는 주류 독일 요리의 하나로 자리매김하였으다. 피자는 독일에서 인기있는 패스트푸드다.
터키 이민자들 또한 케밥을 시작으로 하여 독일 요리에 적지 않은 영향을 끼쳤다. 특히 되네르이다. 중국 요리, 베트남 요리, 그리스 요리와 발칸 요리는 널리 퍼졌다. 인도 요리, 태국 요리 등지의 아시아 요리를 비롯해 프랑스 요리가 수십 년간 독일에 들어와 있었지만 1990년대 이후로는 독일풍을 갖춰 더 독일인의 입맛에 맞고, 세련된 형태로 변모하고 있다.

## 같이 보기
- 유럽 요리